# Club Deportivo Municipal Limeño
El Club Deportivo Municipal Limeño, o simplemente Municipal Limeño es un club de fútbol salvadoreño con sede en la ciudad de Santa Rosa de Lima, al oriente del país. Fue fundado oficialmente el 11 de septiembre de 1949, actualmente compite en la Primera División de El Salvador, disputa sus partidos de local en el estadio Dr. José Ramón Flores Berrios, con una capacidad de 5000 personas. Municipal Limeño ha ganado cuatro títulos de la Liga de Plata, fue el primer equipo salvadoreño en lograr un bicampeonato en la Liga de Plata y ascender a la Liga Pepsi de forma directa. Cuenta con treinta y siete temporadas en la máxima categoría del fútbol salvadoreño en la que ocupa el 7.º puesto en su clasificación histórica.

## Historia

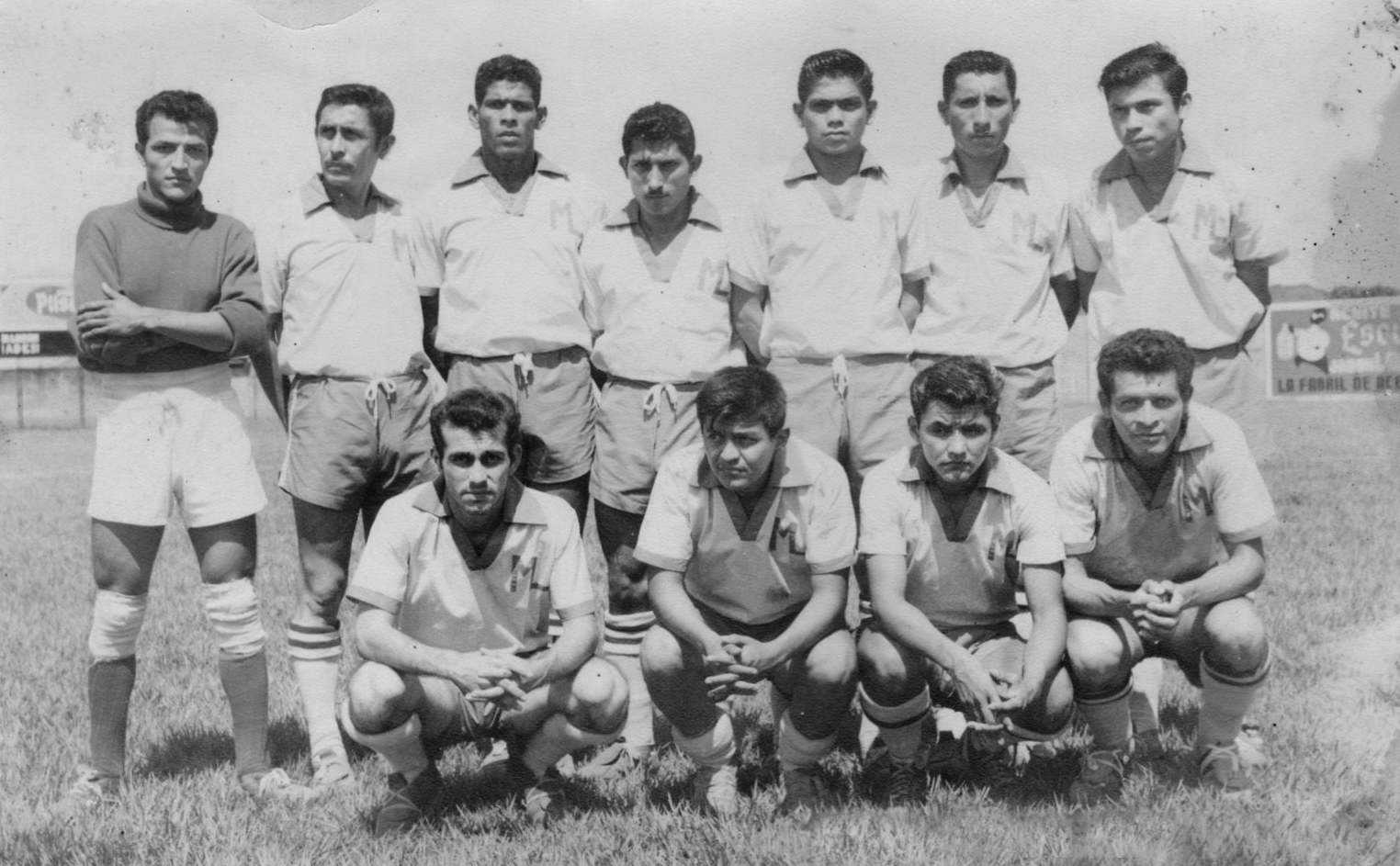
C.D. Municipal Limeño en 1965, en el Estadio Juan Francisco Barraza de San Miguel.

Municipal Limeño fue fundado el año 1949, por un grupo de ciudadanos de Santa Rosa de Lima, y su debut en la Primera División de El Salvador fue en la Temporada 1972, disputando su primer partido oficial el 7 de mayo de 1972, en el Estadio Santaneco ante el C.D. FAS, con resultado final de 3-2 a favor de los occidentales. Los santarroseños lograron finalizar su primera temporada en el máximo circuito futbolístico con 26 puntos, los cuales le permitieron acceder a la liguilla, en la cual finalizó último.
Para la temporada 1974-75, Municipal Limeño participó en una liguilla para definir al descendido, el grupo lo conformó L.A. Firpo, Alianza F.C. y Sonsonate F.C., siendo este último el relegado a la Segunda División. 
Tras una desastrosa temporada 1975-76, en la que únicamente sumó 22 puntos en 33 partidos, Municipal Limeño consumó su primer descenso en su historia. 

### Temporada 1993/1994
El club retornó al circuito de privilegio durante la década de 1990, específicamente en la temporada 1993-1994. Este ascenso se concretó tras vencer al Club Deportivo El Roble de Ilobasco en una serie final disputada a tres encuentros, en la que se definió al campeón de la Segunda División.
El equipo era dirigido por Nelson Brizuela y contaba en su plantilla con destacados futbolistas de la época, entre ellos Omar Sevilla, José Romero, Miguel Menjívar, Miguel Segura, Mario Ruiz, Lorenzo Rosales y Salvador Rosales. La combinación de experiencia, talento y dirección técnica permitió consolidar el retorno del club a la máxima categoría del balompié nacional.

### Torneo Apertura 1999
Con la implementación del formato de Torneos Cortos en el fútbol salvadoreño, Municipal Limeño alcanzó uno de los hitos más importantes de su historia deportiva al disputar la final del Torneo Apertura 1999. Bajo la dirección técnica de Óscar Emigdio Benítez, el equipo de Santa Rosa de Lima se destacó por su rendimiento competitivo a lo largo del certamen.
Municipal Limeño clasificó a la fase final como líder de la tabla general, acumulando un total de 35 puntos en la fase regular. En las semifinales, eliminó al Alianza Fútbol Club, lo que le permitió acceder a la final del campeonato. El encuentro decisivo se llevó a cabo en el Estadio Nacional Flor Blanca ante el Club Deportivo Águila.
La final se resolvió en tiempo suplementario, con un marcador de 1-0 a favor del conjunto migueleño. El único gol del partido fue anotado por Erber Burgos al minuto 110, lo que privó a Municipal Limeño de obtener su primer título de liga en la era de los torneos cortos. Entre los jugadores más destacados del plantel cuchero figuraban Santos Noel Rivera, Deris Umanzor, Oris Velázquez, así como los hermanos Rudis y Magdonio Corrales.

### Torneo Apertura 2000
En este torneo Municipal Limeño alcanzó por segunda vez la final de un torneo corto. En esta ocasión, el equipo fue dirigido por el entrenador peruano Alberto Agustín Castillo y se consolidó como uno de los conjuntos más regulares de la competencia. Municipal Limeño finalizó la fase regular como líder de la tabla general con 40 puntos, habiendo perdido únicamente dos partidos. Durante ese torneo, el club registró la mayor goleada del campeonato al imponerse por 10-0 al Club Deportivo Santa Clara el 21 de noviembre de 2000, en un resultado histórico para la institución.
En las semifinales, el conjunto santarroseño superó con autoridad al Atlético Balboa, con un marcador global de 7-1, lo que le permitió avanzar nuevamente a la final. El encuentro decisivo se disputó en el Estadio Cuscatlán frente al Club Deportivo Águila. En un partido en el que ambos equipos apostaron por el aspecto ofensivo, Municipal Limeño cayó por marcador de 3-2. Los goles del equipo cuchero fueron anotados por César Charún y Josué Nahúm Galdámez, mientras que por el cuadro migueleño destacaron Adrián Mahía con un gol y Deonel Bordón con un doblete.
A pesar de no conquistar el título, el torneo representó una de las campañas más destacadas en la historia del club cuchero, consolidando su protagonismo en el fútbol salvadoreño a inicios del siglo XXI.

### Temporada 2004/2005
Durante el Torneo Apertura 2004, el Municipal Limeño atravesó la peor campaña en su historia dentro de la Primera División de El Salvador. El equipo sumó únicamente 6 puntos en toda la fase regular y no logró obtener una sola victoria a lo largo del certamen. Bajo la dirección del técnico uruguayo Ricardo Ortiz, y posteriormente del argentino Raúl Chocherai, el conjunto santarroseño finalizó en el último lugar de la tabla general. En la tabla acumulada, quedó a 13 puntos de diferencia de sus rivales más cercanos: Once Municipal y Once Lobos, situación que lo colocó en una posición crítica en la lucha por la permanencia.
Ante esta situación, para el Torneo Clausura 2005 el club recibió una significativa inyección económica por parte de empresarios locales, quienes asumieron el control de la institución tras la renuncia de Gumercindo Ventura como presidente. Esta nueva administración buscó reforzar al equipo con el objetivo exclusivo de evitar el descenso.
Llegaron al plantel refuerzos extranjeros como Pablo Caballero, Gabriel Garcete, Christian Santamaría, Carlos Güity y Francis Reyes, junto a jugadores nacionales de experiencia como Sergio Muñoz, Marlon Medrano, Mártir Paredes, Manuel Carranza y Néstor Morales. El equipo fue dirigido por Nelson Brizuela, quien ya había tenido una etapa previa en el club.
En lo deportivo, Municipal Limeño logró una destacada recuperación en el Clausura 2005, finalizando en el segundo lugar de la tabla regular y clasificando a las semifinales, donde enfrentó a Luis Ángel Firpo. Sin embargo, fue eliminado por los pamperos con un marcador global de 7-1. A pesar del buen rendimiento en ese torneo, en la tabla acumulada el club se ubicó en el noveno lugar, lo que le permitió evitar el descenso directo, pero lo obligó a disputar una serie de repechaje ante el subcampeón de la Segunda División, el Coca-Cola.
El partido de ida de la serie se disputó el 26 de junio de 2005 en el Estadio Ramón Flores Berríos de Santa Rosa de Lima. El encuentro fue suspendido al minuto 64 con el marcador empatado 1-1, luego de que una lata lanzada desde las graderías impactara al árbitro asistente. Como consecuencia de este incidente, la Federación Salvadoreña de Fútbol resolvió dar por perdido el partido a Municipal Limeño con un marcador administrativo de 0-2.
El partido de vuelta se jugó el 3 de julio de 2005 en el Estadio Cuscatlán. El encuentro finalizó con empate 0-0, lo que significó la pérdida de la serie de repechaje y, con ello, el descenso de Municipal Limeño a la Segunda División, marcando uno de los episodios más dolorosos en la historia del club.

### Temporada 2009/2010
Municipal Limeño regresó a la Primera División de El Salvador para disputar el Torneo Apertura 2009, tras adquirir los derechos deportivos del Club Deportivo Chalatenango, institución que se encontraba imposibilitada de continuar en la categoría debido a graves problemas financieros y deudas acumuladas.
Con el objetivo de consolidar su permanencia en la liga, el equipo se reforzó con jugadores de experiencia y proyección como Edwin González, Víctor Velázquez, Isidro Gutiérrez, Salvador Coreas, Ramón Martínez de Paz, Carlos Carrillo y el delantero colombiano Cristian Gil Mosquera. No obstante, a pesar del esfuerzo dirigencial y deportivo, la campaña fue irregular, y el club no logró establecer una ventaja competitiva suficiente para asegurar su permanencia.
Al finalizar el Clausura 2010, Municipal Limeño se encontró empatado en puntos con Atlético Balboa en la tabla acumulada, situación que obligó a un partido de desempate para definir el noveno lugar, cuyo perdedor debía disputar la serie de repechaje por la permanencia ante un representante de la Segunda División. El encuentro decisivo se disputó el 1 de mayo de 2010 en el Estadio Juan Francisco Barraza de San Miguel, donde Municipal Limeño fue derrotado 1-0 por Atlético Balboa. Como consecuencia, el club santarroseño se vio obligado a disputar el repechaje ante Once Municipal, subcampeón de la Segunda División.
La serie de repechaje inició el 13 de junio de 2010 con el partido de ida celebrado en el Estadio Dr. Ramón Flores de Santa Rosa de Lima, el cual finalizó con empate 1-1. El encuentro de vuelta se llevó a cabo en el Estadio Simeón Magaña de Ahuachapán, donde Once Municipal se impuso y selló su ascenso a Primera División. Con esta derrota, Municipal Limeño consumó su tercer descenso.

### Temporada 2015/2016
Tras su breve paso por la Primera División en la temporada 2009-2010 y posterior descenso, el Municipal Limeño se consolidó como uno de los equipos más competitivos de la Segunda División, particularmente en la Zona Oriental. A lo largo de varios torneos, el equipo santarroseño fue protagonista recurrente en las fases finales del campeonato, buscando con constancia el anhelado ascenso. Este objetivo se materializó en el Torneo Apertura 2015, bajo la dirección técnica de Carlos Romero. El club se reforzó con una base de jugadores experimentados y originarios de pueblos aledaños, entre ellos Pastor Melgar, Abiel Aguilera, Roberto Álvarez, Mario Machado, César López, Edwin Hernández, Heriberto Velásquez y los colombianos Luis Barrios y Jefferson Viveros. Con un rendimiento sólido a lo largo del certamen, Municipal Limeño logró llegar a la final del torneo, donde se impuso al Fuerte San Francisco con un marcador global de 4-2, obteniendo así el título del Apertura, significando medio boleto a la liga de privilegio.   
En el Torneo Clausura 2016, Municipal Limeño mantuvo su protagonismo y volvió a coronarse campeón, esta vez superando al Atlético Comalapa en una disputada final. El partido de ida, jugado como visitante, concluyó con victoria 1-0 a favor de los chalatecos, mientras que el encuentro de vuelta terminó 3-2 a favor del Municipal. Con un marcador global de 3-3, la serie se definió en tanda de penales, en la que Municipal Limeño se impuso 5-4, adjudicándose su tercer título nacional de Segunda División. Con este triunfo, el equipo logró el ascenso directo sin necesidad de una serie adicional, consolidando su cuarto retorno a la Primera División del fútbol salvadoreño para la temporada 2016-2017. 

### Temporada 2021/2022
El Torneo Apertura 2021 marcó el inicio de la debacle cuchera, Bruno Martínez, técnico que inició la temporada dejó el cargo tras no conseguir ninguna victoria en sus primeros seis partidos, su cargo fue ocupado de manera interina por José Romero, con quién los auriazules consiguieron su primera victoria del torneo ante C.D. Águila.
Posteriormente llegó Giovanni Trigueros, pero no pudo encontrar la clave para sumar suficientes puntos, Trigueros se fue a falta de una jornada para la finalización del torneo sin poder conocer la victoria con Municipal Limeño y su puesto fue ocupado nuevamente por José Romero, quién sumó una nueva victoria ante C.D. Platense en el Estadio José Toledo Valle. Tras la fase regular del Torneo, Municipal Limeño finalizó en el último lugar de la tabla con 14 puntos y como el equipo más goleado, siendo este el peor torneo desde su ascenso en 2016.
Para el Torneo Clausura 2022, Carlos Romero se hizo cargo de la escuadra cuchera, recibió al equipo a 2 puntos de A.D. Isidro Metapán. Los puntos tardaron en llegar y los occidentales encontraron la clave para alejarse de los puestos de peligro, tanto así que envió al Santa Tecla F.C. a la lucha directa por el descenso. La batalla por la permanencia se alargó hasta las últimas instancias, siendo la Jornada 21 en la que Municipal Limeño consumó su descenso matemático, la escuadra cuchera sumó 2106 días en el circuito de privilegio en esta nueva etapa fugaz.

### Temporada 2023/2024
Tras concluir su participación en la temporada 2022-2023 de la Segunda División de El Salvador, la dirigencia del Club Deportivo Municipal Limeño optó por regresar a la máxima categoría a través de una vía administrativa. La decisión se concretó al aceptar la oferta de adquisición de categoría presentada por el Club Deportivo Atlético Marte, lo que permitió al conjunto santarroseño reincorporarse a la Primera División para disputar el Torneo Apertura 2023. En su retorno a la liga de privilegio, el club fue dirigido por el técnico hondureño Jorge Pineda. Sin embargo, el rendimiento durante esa campaña fue discreto, finalizando en la novena posición de la tabla general, lo que impidió al equipo avanzar a la fase de eliminación directa.
De cara al Torneo Clausura 2024, la institución realizó una renovación significativa en su plantilla y cuerpo técnico. La dirección técnica fue asumida por William Renderos Iraheta, y el equipo se reforzó con destacados futbolistas internacionales como los mexicanos Joel Almeida, Yair Delgadillo y Luis Ángel Landín, así como el hondureño Éver Alvarado. A estos refuerzos se sumaron jugadores nacionales de experiencia como Rubén Marroquín, Lisandro Claros, Gilberto Baires, Marvin Ramos y Brayan Landaverde.
Con este plantel, Municipal Limeño se convirtió en una de las revelaciones del torneo, finalizando en la tercera posición de la tabla general. En la fase final, superó en cuartos de final al Club Deportivo Platense con marcadores de 3-0 como visitante y 2-0 como local. Posteriormente, en semifinales, eliminó al Isidro Metapán con victorias de 2-0 tanto en la ida como en la vuelta.
Esto permitió al conjunto santarroseño clasificar a una final tras 24 años de ausencia. El partido decisivo se disputó el 25 de mayo de 2024 en el Estadio Cuscatlán, enfrentando al Alianza Fútbol Club. No obstante, una tarjeta roja mostrada a Éver Alvarado al minuto 21 condicionó el planteamiento del equipo. Al término de los 90 minutos, Municipal Limeño fue derrotado por un marcador de 5-0, quedando sin la posibilidad de conquistar su primer título de Primera División.

### Temporada 2024/2025
En el Torneo Apertura 2024, los cucheros fueron comandados por William Renderos Iraheta, este renunció a su cargo tras tres victorias, cinco empates y cuatro derrotas, para suplirlo llegó Guillermo Rivera terminando en séptimo lugar, enfrentando en cuartos de final al recién ascendido Cacahuatique, quedando eliminado tras empatar en el global 1-1 y caer en los penales 3-1.
Para el Torneo Clausura 2025, la dirección técnica fue confiada a José Romero, un técnico originario de Santa Rosa de Lima, clasificando quinto en la fase regular, enfrentando a Isidro Metapán en los cuartos de final y venciéndolo con un 4-2 en el global, en semifinales dejó a FAS con un 3-1 global, para enfrentar a los albos del Alianza en la final. Los cucheros llegaban con una estadística positiva: no perdió en todos sus partidos de visitante en tiempo reglamentario en la fase regular, ni en la fase final.
La final se disputó el 24 de mayo de 2025 en el Estadio Jorge "El Mágico" González, tanto cucheros como albos buscaban el gol, a los 39 minutos Narciso Orellana vio la cartulina roja por acumulación, dejando en desventaja a los capitalinos, a pesar de la superioridad numérica los cucheros no pudieron encontrar el gol. Fue hasta el minuto 83 cuando un remate cruzado de Noel Rivera llegó hasta Nicolás González que envió el balón al fondo, el árbitro asistente David Moran levantó su bandera cuando los cucheros ya celebraban el gol, no de inmediato. El gol fue anulado por fuera de juego, pero, de pronto, Iván Barton se acerca al juez de línea y tras una charla convalida el gol. Luego, alertado del error de legitimar un gol ilegítimo por el cuarto árbitro y al ver una imagen de la jugada (sin VAR porque no está permitido en la liga salvadoreña), decide otra vez anularlo.
El partido se fue a tiempo extra, cucheros buscando el gol y albos aguantando, al minuto 109, un penal en el área paquiderma daba esperanza a los santarroseños, Nicolás González tomó la responsabilidad y Mario González tapo. En los tiros desde el punto penal Ramos, Valladares y Bonilla marcaron, los tiros de Mayén y Ferman fueron detenidos por González, Almeida tapó el tiro de Salazar y Grueso, pero el último fue repetido, Henry Romero convirtió el 4-3 definitivo.

## Palmarés
- Liga de Ascenso (3): Temporada 1990/91, Temporada 1992/93, Temporada 2015/16.
- Torneos cortos de la Liga de Ascenso (2): Apertura 2015, Clausura 2016.
- Subcampeón de la Primera División (4): Apertura 1999, Apertura 2000, Clausura 2024 y Clausura 2025.
- Campeón del Torneo de Reserva (1): Clausura 2001.
- Subcampeón del Torneo de Reserva (2): Apertura 2020 y Clausura 2021.
- Subcampeón de la Liga Femenina (2): Clausura 2019 y Clausura 2025.
- Subcampeón del Torneo Cat. U-17 (1): Apertura 2018.

## Datos del club
- Temporadas en Primera División: 37 temporadas
- Mejor puesto en la Primera División: 1.º
- Peor puesto en la Primera División: 12.º
- Finales disputadas en Primera División: 4 (1999, 2000, 2024, 2025)
- Puesto histórico en la Primera División: 6.º
- Mayor goleada conseguida en la Primera División: 10-0 en el Municipal Limeño vs. Santa Clara (22 de noviembre de 2000).
- Máximo goleador en la Primera División: Rudis Corrales (75 goles).[27]
- Campeones goleadores de la Primera División: Rudis Corrales en el Clausura 2001 y Jefferson Viveros en el Apertura 2016, ambos con 13 goles.
- Gol más tempranero en la Primera División: Ramón Rodríguez a los 14 segundos en el Municipal Limeño vs. FAS (14 de diciembre de 2020).[28]
- Gol más tardío en la Primera División: Carlos Del Giorno a los 90+4, en el Municipal Limeño vs. Isidro Metapán (25 de enero de 2017).
- Récord de de imbatibilidad en Primera División: Abiel Francisco Aguilera (516 Minutos) en el Torneo Apertura 2017.[29]
- Primer gol en competencia internacional: Kevin Oviedo en el Municipal Limeño vs. Forge F.C. (23 de octubre de 2020).

## Goleadores históricos
| N.º | Nombre             | Periodo         | Goles |
| --- | ------------------ | --------------- | ----- |
| 1   | Rudis Corrales     | 1997-2003       | 77    |
| 2   | Clayvin Zúniga     | 2016-2020       | 39    |
| 3   | Josué Galdámez     | 1999-2004, 2008 | 28    |
| 4   | Magdonio Corrales  | 1993-2002, 2004 | 27    |
| 5   | Deris Umanzor      | 1998-2004       | 26    |
| 6   | Yair Delgadillo    | 2023-2024       | 19    |
| 7   | Carlos Villarreal  | 2000            | 18    |
| 8   | Luis Landín        | 2023-2024       | 17    |
| 9   | Javier Ferman      | 2023-2025       | 16    |
| 9   | Yuvini Salamanca   | 2019-2020       | 16    |
| 10  | Luis Ángel Landín  | 2023            | 13    |
| 10  | Jefferson Viveros  | 2016            | 13    |
| 10  | Jorge Sandoval     | 2002            | 13    |
| 10  | Fredrick Ogangan   | 2017-2018       | 13    |
| 10  | Diego Coca         | 2016-2018       | 13    |
| 11  | Gabriel Garcete    | 2004, 2009      | 12    |
| 11  | Edwin Sánchez      | 2019-2021       | 12    |
| 12  | Harold Alas        | 2018-2021       | 11    |
| 13  | Raúl Falero        | 2000-2001       | 10    |
| 13  | Rubén Alonso       | 1995            | 10    |
| 13  | Hugo Oviedo        | 2019-2021       | 10    |
| 13  | Christopher Galeas | 2016-2020       | 10    |

## Uniforme
Municipal Limeño ha mantenido históricamente una identidad visual marcada por el uso de los colores azul y amarillo en su uniforme principal, los cuales son considerados los colores representativos del equipo. No obstante, en sus primeros años de existencia, la indumentaria del club presentaba una combinación predominante de blanco y azul, antes de establecerse el azul y amarillo actual.
A lo largo de su historia, el club ha utilizado diversas variantes para su uniforme alternativo, generalmente empleando colores como el azul en tonalidades distintas o el blanco en detalles. Sin embargo, en determinadas temporadas ha incorporado diseños menos convencionales que han generado notoriedad, como el uniforme de color rosa utilizado en 2019, el turquesa en 2017 o un diseño en azul con detalles en rojo y amarillo en 2014.

En cuanto a los proveedores de indumentaria, la confección actual del uniforme está a cargo de la marca nacional Tony Sportswear. Anteriormente, diversas empresas han sido responsables del diseño y manufactura de los uniformes del equipo, entre ellas Pony (1985), Galaxia (2002), Aviva (2005), Milán (2008), Garcis (1999), Wilson (2010), Atlética (2003) y más recientemente JAG Sportswear (2023). 
| Local | Visita |  | Alternativo |

Uniforme titular: Camiseta amarilla con ribetes azules, pantaloneta y medias amarillas.
Uniforme secundario: Camiseta azul con ribetes amarillos, pantaloneta y medias azules.
Uniforme alternativo: Camiseta amarilla con ribetes azules, pantaloneta azul y medias amarillas.

## Estadio
En sus inicios en el profesionalismo el club jugó de local en diversos recintos de Santa Rosa de Lima y San Miguel, tras su ascenso a la Primera División de El Salvador, oficializó su sede en el Estadio Dr. José Ramón Flores Berrios.
El Estadio Dr. José Ramón Flores Berríos un recinto deportivo propiedad de la Alcaldía Municipal de Santa Rosa de Lima, pero es administrado en calidad de comodato por el Club Deportivo Municipal Limeño para su cuidado y administración, el inmueble está ubicado en Santa Rosa de Lima, La Unión, El Salvador.
El recinto tiene una capacidad para 5 000 espectadores, aunque su capacidad total asciende a 7 500 espectadores, cantidad que ha sido limitada por razones de seguridad

## Jugadores

### Plantilla - Torneo Apertura 2025
*Los equipos de la Primera División en El Salvador están limitados a tener en la plantilla un máximo de cuatro jugadores extranjeros.

### Altas y bajas | Apertura 2025
| Altas          | Altas                  | Altas | Altas              | Altas                       | Altas    | Altas |
| Pos.           | Nac.                   | N.º   | Jugador            | Procedencia                 | Tipo     | Costo |
| -------------- | ---------------------- | ----- | ------------------ | --------------------------- | -------- | ----- |
| Delantero      | Bandera de Honduras    |       | Clayvin Zúniga     | Club Deportivo Marathón     | Traspaso | $ 0   |
| Centrocampista | Bandera de Uruguay     |       | Paolo Dantaz       | Juticalpa Fútbol Club       | Traspaso | $ 0   |
| Delantero      | Bandera de Colombia    |       | José Erik Correa   | Deportivo Malacateco        | Traspaso | $ 0   |
| Defensa        | Bandera de El Salvador |       | Melvin Cruz        | Club Deportivo Águila       | Traspaso | $ 0   |
| Guardameta     | Bandera de El Salvador |       | Oscar Sánchez      | Club Deportivo Cacahuatique | Traspaso | $ 0   |
| Guardameta     | Bandera de El Salvador |       | Julian Chicas      | C.D. Dragón                 | Traspaso | $ 0   |
| Guardameta     | Bandera de El Salvador |       | Emmanuel Hernández | C.D. Fuerte San Francisco   | Traspaso | $ 0   |
| Defensa        | Bandera de Colombia    |       | Leyvin Balanta     | Real Estelí F.C.            | Traspaso | $ 0   |

| Bajas          | Bajas                  | Bajas | Bajas            | Bajas                    | Bajas                 | Bajas |
| Pos.           | Nac.                   | N.º   | Jugador          | Destino                  | Tipo                  | Costo |
| -------------- | ---------------------- | ----- | ---------------- | ------------------------ | --------------------- | ----- |
| Centrocampista | Bandera de El Salvador | 20    | Noel Rivera      | Alianza Fútbol Club      | Fin de contrato       | $ 0   |
| Delantero      | Bandera de Paraguay    | 9     | Nicolás González | Sin club                 | Rescisión de contrato | $ 0   |
| Defensa        | Bandera de El Salvador | 4     | Walter Canales   | Zacatecoluca Fútbol Club | Fin de contrato       | $ 0   |
| Guardameta     | Bandera de El Salvador | 25    | Cristopher Rauda | Alianza Fútbol Club      | Fin de contrato       | $ 0   |
| Defensa        | Bandera de El Salvador | 12    | Rubén Marroquín  | Inter FA                 | Fin de contrato       | $ 0   |
| Delantero      | Bandera de Chile       | 11    | Sebastián Julio  | Club Depotivo Águila     | Fin de contrato       | $ 0   |
| Centrocampista | Bandera de El Salvador | 8     | Gerson Mayén     | Zacatecoluca Fútbol Club | Fin de contrato       | $ 0   |
| Guardameta     | Bandera de El Salvador | 1     | Joel Almeida     | Sin club                 | Fin de contrato       | $ 0   |